# Curopos
Curopos ist ein Ort und eine ehemalige Gemeinde im Nordosten Portugals, in der Region Trás-os-Montes.
Regional bekannt ist Curopos für sein dreikantiges Brot, das Três Têtos.

## Geschichte
Der heutige Ort entstand vermutlich im Mittelalter, nach der Reconquista. Erstmals offiziell dokumentiert wurde Curopos in den königlichen Registern von 1258.
Es war eine eigenständige Gemeinde im Kreis Vinhais, bis zur Administrative Neuordnung in Portugal 2013. Seither ist es Teil des Gemeindezusammenschlusses UF Curopos e Vale de Janeiro.

## Verwaltung
Curopos war eine Gemeinde (Freguesia) im Kreis (Concelho) von Vinhais, im Distrikt Bragança. Die Gemeinde hatte 212 Einwohner und eine Fläche von 21,56 km² (Stand 30. Juni 2011).
Drei Ortschaften liegen im Gebiet der ehemaligen Gemeinde:
- Curopos
- Palas
- Valpaços

Im Zuge der Gebietsreform in Portugal 2013 wurden die Gemeinden Curopos und Vale de Janeiro am 29. September 2013 zur neuen Gemeinde União das Freguesias de Curopos e Vale de Janeiro zusammengeschlossen. Curopos ist Sitz dieser neu gebildeten Gemeinde.